# Paaho (ö, lat 60,65, long 21,51)
Paaho är en ö i Finland. Den ligger i sjön Ahmasvesi och i kommunen Nystad i den ekonomiska regionen Nystadsregionen och landskapet Egentliga Finland, i den sydvästra delen av landet, 190 km väster om huvudstaden Helsingfors. Öns area är 1 hektar och dess största längd är 160 meter i sydöst-nordvästlig riktning.